# Campeonato Europeu de Atletismo em Pista Coberta de 2013 - 400 m feminino
A prova dos 400 metros feminino do Campeonato Europeu de Atletismo em Pista Coberta de 2013 foi disputada entre 1 e 3 de março de 2013 no Scandinavium em Gotemburgo, Suécia.

## Recordes
Antes desta competição, os recordes mundiais e do campeonato nesta prova eram os seguintes:
|                       | Nome                  | Nacionalidade   | Tempo  | Local | Data               |
| --------------------- | --------------------- | --------------- | ------ | ----- | ------------------ |
| Recorde mundial       | Jarmila Kratochvílová | Tchecoslováquia | 49s 59 | Milão | 7 de março de 1982 |
| Recorde do campeonato | Jarmila Kratochvílová | Tchecoslováquia | 49s 59 | Milão | 7 de março de 1982 |
| Recorde europeu       | Jarmila Kratochvílová | Tchecoslováquia | 49s 59 | Milão | 7 de março de 1982 |

## Medalhistas
| Ouro                       | Prata              | Bronze            |
| Perri Shakes-Drayton (GBR) | Eilidh Child (GBR) | Moa Hjelmer (SWE) |

## Cronograma
Todos os horários são locais (UTC+2).
| Data       | Hora  | Evento    |
| ---------- | ----- | --------- |
| 1 de março | 11:00 | Bateria   |
| 2 de março | 16:35 | Semifinal |
| 3 de março | 11:15 | Final     |

## Resultados

### Bateria
Qualificação: 2 atletas de cada bateria  (Q) mais os  4 melhores qualificados (q).  

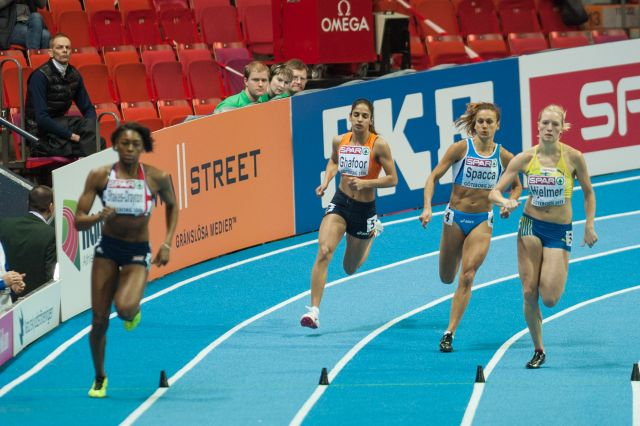
Bateria 1 em curso

| Posição | Bateria | Raia | Atleta                 | Nacionalidade | Tempo | Notas                |
| ------- | ------- | ---- | ---------------------- | ------------- | ----- | -------------------- |
| 1       | 1       | 6    | Perri Shakes-Drayton   | Reino Unido   | 51.70 | Q                    |
| 2       | 3       | 6    | Eilidh Child           | Reino Unido   | 52.05 | Q                    |
| 3       | 2       | 6    | Angela Moroșanu        | Roménia       | 52.07 | Q,                   |
| 4       | 3       | 5    | Denisa Rosolová        | Chéquia       | 52.20 | Q                    |
| 5       | 2       | 5    | Kseniya Ustalova       | Rússia        | 52.23 | Q                    |
| 6       | 3       | 4    | Ella Räsänen           | Finlândia     | 52.37 | q, EJR               |
| 7       | 1       | 3    | Moa Hjelmer            | Suécia        | 52.87 | Q,                   |
| 8       | 1       | 5    | Madiea Ghafoor         | Países Baixos | 52.88 | q                    |
| 9       | 2       | 3    | Shana Cox              | Reino Unido   | 52.99 | q                    |
| 10      | 3       | 3    | Line Kloster           | Noruega       | 53.15 | q,                   |
| 11      | 4       | 6    | Zuzana Hejnová         | Chéquia       | 53.20 | Q                    |
| 12      | 2       | 4    | Olha Zemlyak           | Ucrânia       | 53.26 | Recorde da temporada |
| 13      | 4       | 5    | Marie Gayot            | França        | 53.49 | Q                    |
| 14      | 4       | 4    | Aauri Lorena Bokesa    | Espanha       | 53.61 |                      |
| 15      | 1       | 4    | Maria Enrica Spacca    | Itália        | 53.79 |                      |
| 16      | 4       | 3    | Alina Andreea Panainte | Roménia       | 53.98 |                      |
| 17      | 1       | 2    | Léa Sprunger           | Suíça         | 54.45 |                      |
| 18      | 2       | 2    | Chiara Bazzoni         | Itália        | 54.55 |                      |
| 19      | 3       | 2    | Anita Banović          | Croácia       | 55.00 |                      |
| 20      | 4       | 2    | Amaliya Sharoyan       | Armênia       | 56.35 |                      |

### Semifinal
Qualificação: classificaram-se  os 3 melhores de cada bateria (Q). 
| Posição | Bateria | Atleta               | Nacionalidade | Tempo | Notas            |
| ------- | ------- | -------------------- | ------------- | ----- | ---------------- |
| 1       | 2       | Perri Shakes-Drayton | Reino Unido   | 51.03 | Q                |
| 2       | 2       | Zuzana Hejnová       | Chéquia       | 51.27 | Q,               |
| 3       | 2       | Denisa Rosolová      | Chéquia       | 52.12 | Q,               |
| 4       | 1       | Eilidh Child         | Reino Unido   | 52.29 | Q                |
| 5       | 1       | Moa Hjelmer          | Suécia        | 52.38 | Q,               |
| 6       | 2       | Line Kloster         | Noruega       | 52.78 | Recorde nacional |
| 7       | 2       | Ella Räsänen         | Finlândia     | 52.84 |                  |
| 8       | 1       | Shana Cox            | Reino Unido   | 52.86 | Q,               |
| 9       | 1       | Madiea Ghafoor       | Países Baixos | 53.12 |                  |
| 10      | 2       | Marie Gayot          | França        | 53.38 |                  |
| 11      | 1       | Angela Moroșanu      | Roménia       | DSQ   | R 163.2          |
| 12      | 1       | Kseniya Ustalova     | Rússia        | DNF   |                  |

### Final
A final foi realizada às 11:15 no dia 3 de março de 2013.  
| Posição           | Atleta               | Nacionalidade | Tempo | Notas               |
| ----------------- | -------------------- | ------------- | ----- | ------------------- |
| Medalha de ouro   | Perri Shakes-Drayton | Reino Unido   | 50.85 | Melhor marca do ano |
| Medalha de prata  | Eilidh Child         | Reino Unido   | 51.45 | Recorde pessoal     |
| Medalha de bronze | Moa Hjelmer          | Suécia        | 52.04 | Recorde nacional    |
| 4                 | Zuzana Hejnová       | Chéquia       | 52.12 |                     |
| 5                 | Denisa Rosolová      | Chéquia       | 52.71 |                     |
| 6                 | Shana Cox            | Reino Unido   | 53.15 |                     |

Legenda
| Recorde mundial       | Recorde mundial (World record)               |                       | Recorde africano                      | Recorde africano (African) |                                           | Q | Classificado por posição (Qualified) |
| Recorde do campeonato | Recorde do campeonato (Championship record)  | Recorde da América    | Recorde da América (Americas)         | q                          | Classificado por melhor tempo (Qualified) |   |                                      |
| Melhor marca do ano   | Melhor marca do ano (World leading)          | Recorde asiático      | Recorde asiático (Asian)              | DNS                        | Não largou (Did not start)                |   |                                      |
| Recorde nacional      | Recorde nacional (National record)           | Recorde europeu       | Recorde europeu (European)            | DNF                        | Não terminou (Did not finish)             |   |                                      |
| Recorde pessoal       | Recorde pessoal do atleta (Personal best)    | Recorde da Oceania    | Recorde da Oceania (Oceania)          | DSQ / DQ                   | Desclassificado (Disqualified)            |   |                                      |
| Recorde da temporada  | Recorde da temporada do atleta (Season best) | Recorde sul-americano | Recorde sul-americano (South America) | NM                         | Sem marca (No mark)                       |   |                                      |